# Castillo Point (Tower Island)
Der Castillo Point (englisch; spanisch Punta Castillo) ist eine Landspitze an der Ostküste von Tower Island im Palmer-Archipel westlich der Antarktischen Halbinsel. Sie liegt zwischen dem Condyle Point sowie Kap Dumoutier und begrenzt südlich die Einfahrt zur Breste Cove.
Die Benennung geht auf argentinische Wissenschaftler zurück. Der weitere Benennungshintergrund ist nicht überliefert.